# Бадрінатх
Бадрінатх (англ. Badrinath) — невеличке селище, розташоване в Гімалаях, в індійському штаті Уттаракханд. Селище священне для індусів та є популярним центрам паломництва мешканців всієї Індії та інших країн, воно (та розташований тут храм Бадрінатх) входять до маршрутів паломництва Чаар-Дхам і Чота-Чаар-Дхам.
| Індія | Це незавершена стаття з географії Індії. Ви можете допомогти проєкту, виправивши або дописавши її. |